# کراچی شمال
کراچی شمال (به انگلیسی: North Karachi) یک محله در پاکستان است که در کراچی واقع شده‌است. کراچی شمال ۲۴۰٬۰۰۰ نفر جمعیت دارد.